# 푸틴 후일로!

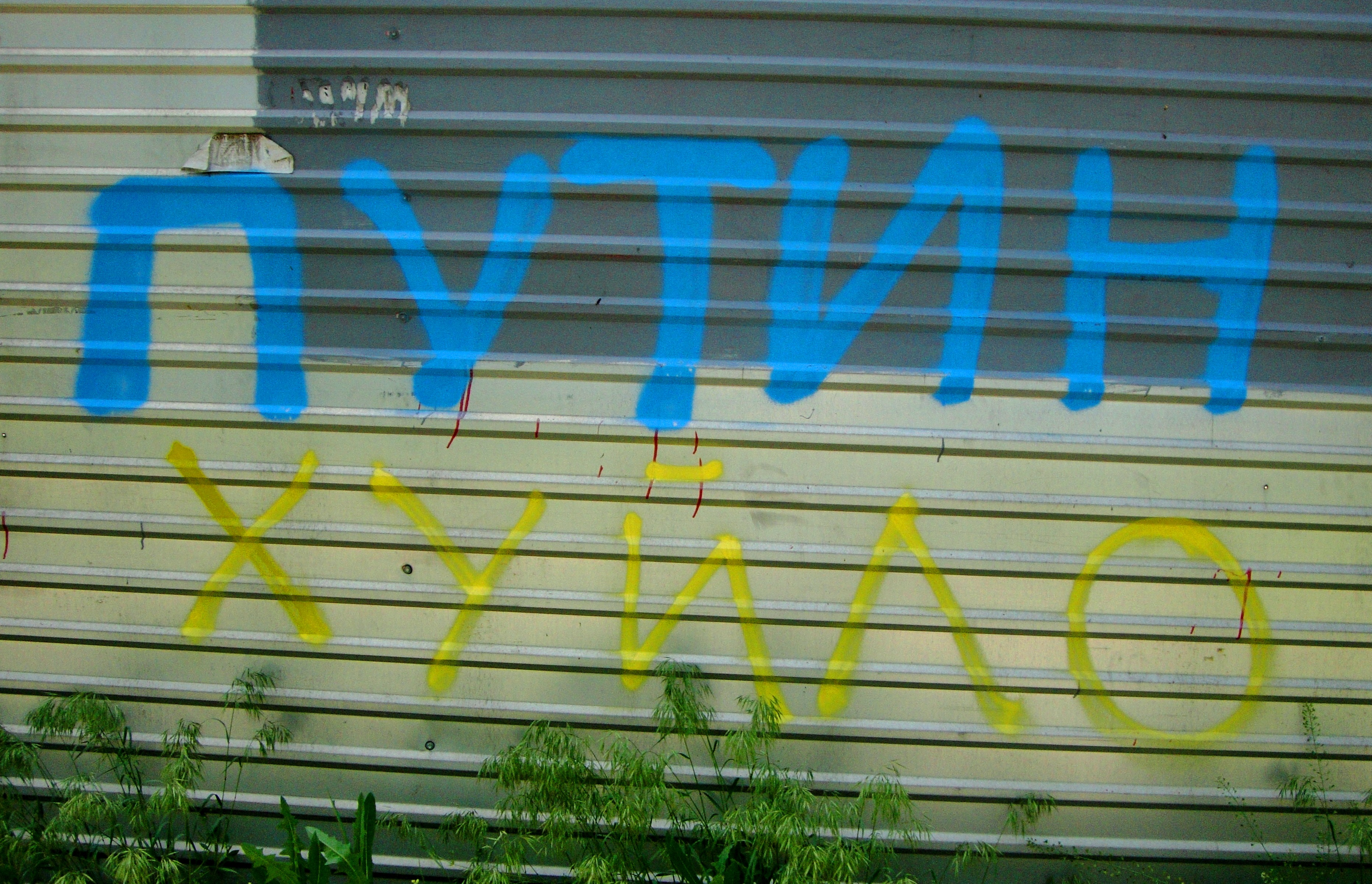
루한스크에서 "푸틴 후일로"라고 쓰여진 그래피티.

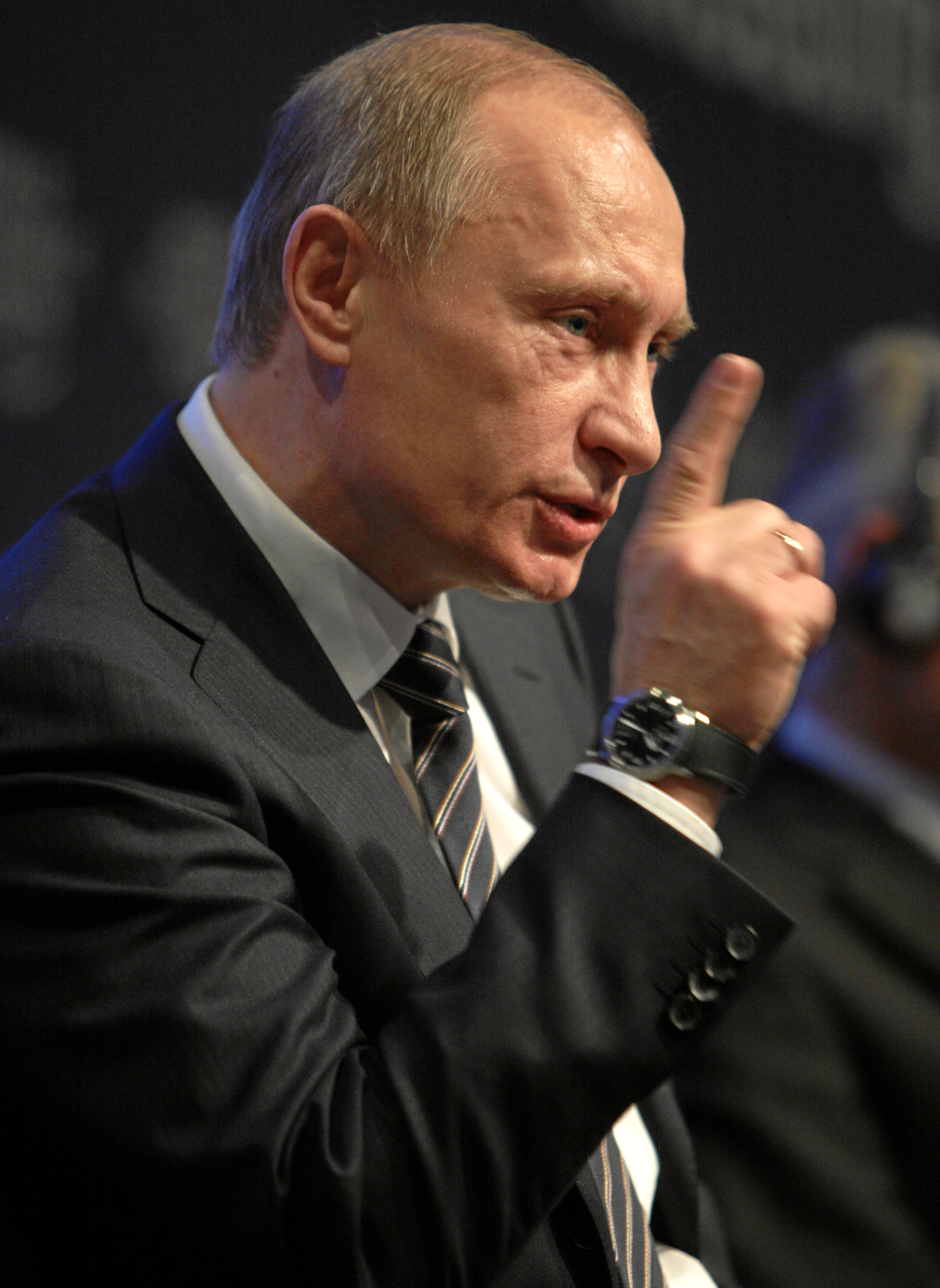
블라디미르 푸틴

푸틴 후일로!(우크라이나어: Путін - хуйло, 러시아어: Путин - хуйло, 번역하면 "푸틴은 좆대가리")는 러시아어와 우크라이나어로 된 러시아의 대통령 블라디미르 푸틴을 조롱하는 말이다. 2014년 3월 FC 메탈리스트 하르키우가 축구 응원가로 선정하면서 인기가 높아졌고, 이 말은 2014년 우크라이나 친러시아 분쟁 당시 우크라이나 전국적으로 유행하면서 국제 미디어에서 주목을 받게 되었다.
이 말은 러시아어와 우크라이나어로 동시에 만들어져 우크라이나어권에서 유행하였으며, 동부와 남부 우크라이나에서도 사용되고 있다.

## 같이 보기
- 렛츠 고 브랜든
- 러시아 군함, 가서 엿이나 처먹어라
- 푸틀러
- 벙커 할아버지